# De Lantremange
De Lantremange was een Zuid-Nederlandse adellijke familie.

## Geschiedenis
- In 1697 verleende keizer Leopold I erfelijke adel aan Pierre de Lantremange.
- In 1698 verleende dezelfde vorst aan Pierre de Lantremange de erfelijke titel van ridder van het Heilige Roomse Rijk.

## Genealogie
- Eugène de Lantremange (1677-1734), zoon van Pierre de Lantremange, x Petronille de la Tour (1689-1750)
  - Jean-Pierre de Lantremange (1715-1767), x Marie-Dieudonnée de Rumthum (†1779)
    - Jean-Guillaume de Lantremange (1764-1804), x Joséphine Bartholémy (1768-1834)
      - Jean-Pierre de Lantremange (1803-1857), ontvanger van belastingen, x Séraphiine Boux (1817-1857)
        - Guillaume de Lantremange (zie hieronder)

  - Jean-Remacle de Lantremange (1722-1783), heer van Jalhay, x Marie-Barbe de Piette (1742-1807)
    - Maximilien de Lantremange (zie hieronder)
    - Eugène de Lantremange (zie hieronder)
    - Henri de Lantremange (zie hieronder)

## Guillaume de Lantremange
Guillaume Gaspar Eugène de Lantremange (Villers-l'Evêque, 25 november 1854 - Luik, 18 oktober 1921), directeur van de weldadige gestichten in Luik, trouwde in 1894 met Elisabeth Grim (1854-1938). Het huwelijk bleef kinderloos, wat de definitieve uitdoving betekende van de familie de Lantremange. In 1895 verkreeg hij erkenning in de erfelijke adel. Hij volgde hiermee met een vertraging van drie generaties zijn verre neven, maar werd niettemin het familiehoofd, als nazaat van de oudste familietak.

## Maximilien de Lantremange
Maximilien Henri Théodore de Lantremange (Luik, 17 juni 1770 - 28 januari 1838) werd in 1922 onder het Verenigd Koninkrijk der Nederlanden, erkend in de erfelijke adel met de titel ridder, overdraagbaar bij eerstgeboorte. Dit had weinig nut want hij was kanunnik, eerst van de basiliek Onze-Lieve-Vrouw in Tongeren en vervolgens van de Sint-Lambertuskathedraal in Luik.

## Eugène de Lantremange
Guillauume Eugène de Lantremange (Luik, 9 augustus 1773 - 22 april 1848), broer van de voorgaande, werd eveneens in 1822 erkend in de erfelijke adel met de titel ridder, overdraagbaar bij eerstgeboorte. In 1823 werd hij lid van de Ridderschap van de provincie Luik. Hij was ondervoorzitter van de rechtbank van eerste aanleg in Luik. Hij trouwde in 1805 met Marie-Christine Kinon (1779-1806) en in 1821 met Julie Nossent (1788-1873). Uit het tweede huwelijk sproten twee zoons en drie dochters, maar zonder verdere afstammelingen-naamdragers.

## Henri de Lantremange
Henri Théodore Remacle de Lantremange (Luik, 20 augustus 1775 - 20 juli 1864), licentiaat in de rechten, werd griffier bij het hof van beroep, rechter bij dit hof, voorzitter van de rechtbank van eerste aanleg in Dinant, advocaat-generaal bij het hoog gerechtshof in Luik en ten slotte procureur-generaal. In 1822 werd hij erkend in de erfelijke adel met de titel ridder, overdraagbaar bij eerstgeboorte. Hij bleef vrijgezel.
De naam Lantremange doofde uit bij de dood van Guillaume-Gaspar Lantremange in 1921.

## Tak D'Oreye de Lantremange
De naam verdween niet helemaal. In 1946 kreeg Louis of Ludovic d'Oreye voor hem en zijn afstammelingen de vergunning om de naam de Lantremange aan de familienaam toe te voegen, in herinnering aan Marie-Françoise de Lantremange, zus van Maximilien, Eugène en Henri de Lantremange, die een van zijn overgrootmoeders was. Ridder Ludovic Marie Auguste Joseph ("Louis") d'Oreye de Lantremange (1878-1960) was gehuwd met Amélie Joséphine Marie Hubertine ("Lili") Regout (1881-1947), dochter van de Maastrichtse dekenfabrikant Jules Joseph Hubert Regout. Het echtpaar kreeg vier kinderen:
- Max Jules d'Oreye de Lantremange (1904-1990), priester, apostolisch pronotarius in het bisdom Nice
- Louis Charles Joseph ("Zou") d'Oreye de Lantremange (1907-2000), directeur vloertegelfabriek Alfred Regout & Co (REMA), gehuwd met Louisa Angèle Marie Marthe (Loulou) Regout (1910-2001), kleindochter van Alfred Hubert Regout, 4 kinderen
- Marie Alexandrine Amélie (Mia) d'Oreye de Lantremange (1908-1999), gehuwd met Xavier Octave Marie Bruno Ghislain de Thibault de Boesinghe (1907-1984), 4 kinderen
- Jules Marie Joseph d'Oreye de Lantremange (1910-2001), gehuwd met Marie Ghislaine Jeanne Julie Joseph (Maghy) de le Court (1913-2009), 4 kinderen